# Jihoafrická republika na Zimních olympijských hrách 2010
Jihoafrická republika se účastnila zimních olympijských her 2010 ve dvou sportech a reprezentovali ji dva sportovci.
JAR se účastnila v pořadí šestých ZOH. Od zimních olympijských her v Lillehammeru 1994 nechyběli sportovci této země na žádných ZOH.

## Výsledky

### Běh na lyžích
Muži
- Oliver Kraas
  - 61. místo
  - 4:04,19

### Alpské lyžování

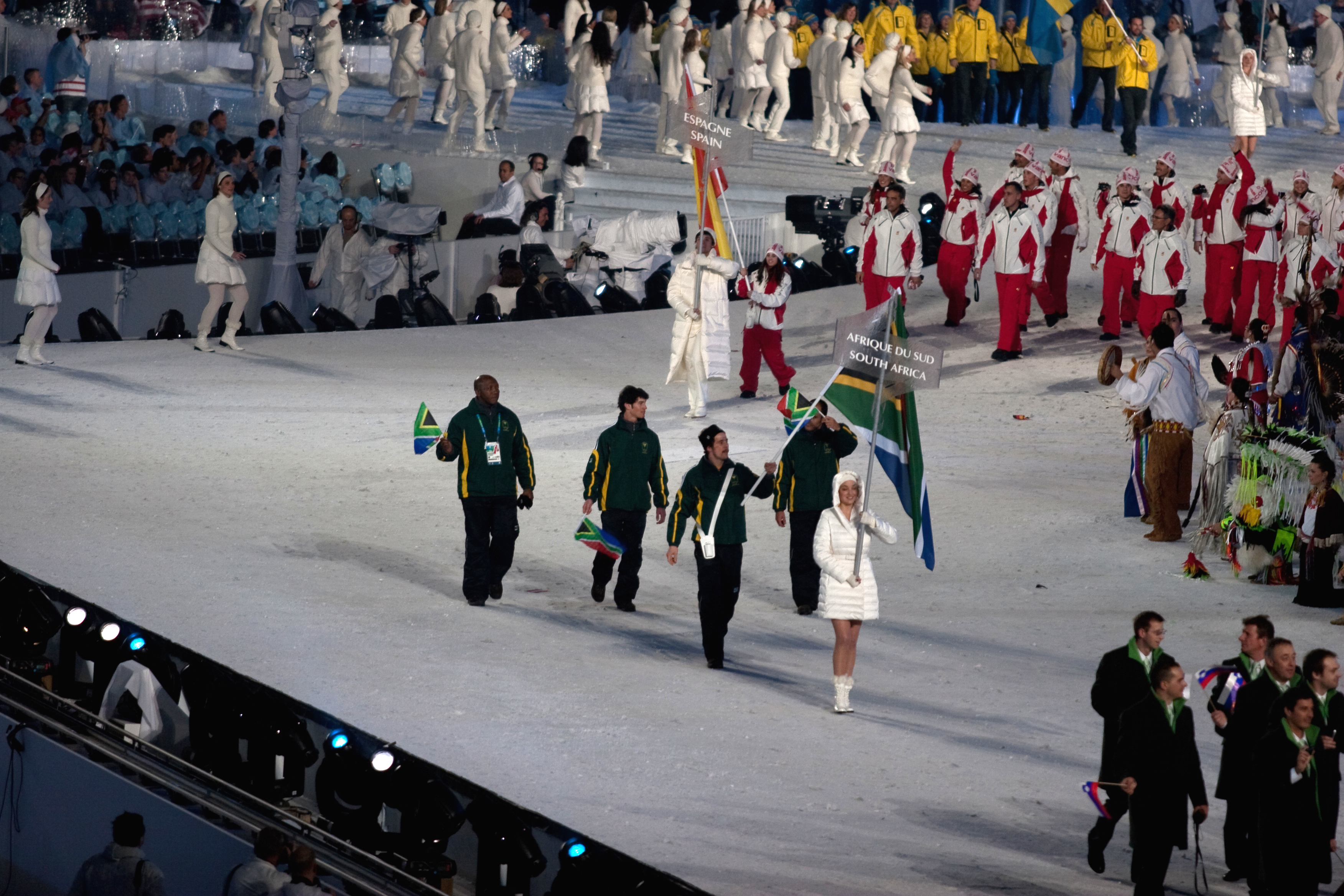
Jihoafrická republika při úvodním ceremoniálu ZOH 2010 ve Vancouveru

Muži
- Peter Scott
  - nedokončil 1. kolo